# Радомир Уљаревић
Радомир Уљаревић (Равне Гомиле, 28. или 29. април 1954) српски је пјесник и издавач.

## Биографија
Радомир Уљаревић је рођен у Равним Гомилама у селу Горња Врбица код Билеће, Опутна Рудина, срез Вучедолски, општина Никшић.
Рајко Петров Ного је истакао за Радомира Уљаревића да је песник замашног и разноликог опуса, један од ријетких који зна да ризикује и да се поетички креће тамо и овамо, по мери материјала који обликује. Увек свој а увек друкчији, овај песник је тако и толико избрусио парадоксе , суочени са њима, каткад остају збуњени и вешти читаоци поезије. Његов скоковит и онеобичен начин мишљења може нам се учинити алогичним све док се не опсетимо да је алогичност у срцу поезије.
Додијељен му је Сретењски орден првог степена.
Живи и ради у Подгорици.

## Награде
- Награда УКЦГ (Црна Гора)
- Награда „Кондир Косовке девојке”, Србија, 1991.
- Награда „Кочићево перо” (Република Српска)
- Награда „Ристо Ратковић” (Црна Гора)
- Награда „Златно перо” (Бугарска)
- Видовданска повеља (Црна Гора)
- Награда „Сениор културе” (Румунија)
- Награда „Петровдански вијенац”, за књигу поезије Школа одлучивања, 2015.
- Награда „Златен прстен” (Македонија)
- Велика базјашка повеља, Румунија, 2017.

## Дела
- Мијена (1979)[3]
- Бритва (1980)
- Прикупљање података (1981)
- Примални крик (1985)
- Преса (1985)
- Предговор (1989)
- Зимски дворац (1990)
- Двострука колевка (1990)
- Говори и чланци (1993)
- Песме и преводи (1994)
- Pamantul Fagaduintei (на румунском, 2000)
- Опис (2000)
- Intoarcerea lui Prometeu (на румунском, 2000)
- Ни а (2002)
- Неке ствари и остало (2007)
- Црна кутија (2008)
- Билећко пророчанство (2009)
- Школа одучавања (2015)
- Нови часови 2017, друго издање, (2020)
- Чиерна скринка (на словачком) (2018)
- Нови мигови (на македонском) (2019)
- Градиво 2019, друго издање, (2020)
- Пепео (2020)
- Од свега по двоје (2021)